# Jugoslaviska Fanans orden
Jugoslaviska Fanans orden (serbiska: Orden jugoslovenske zastave), var en jugoslavisk orden instiftad 1947 av Josip Broz Tito. Orden tilldelades personer som hade stärkt fredligt samarbete och vetenskapliga förbindelser mellan Jugoslavien och andra länder.

## Bilder

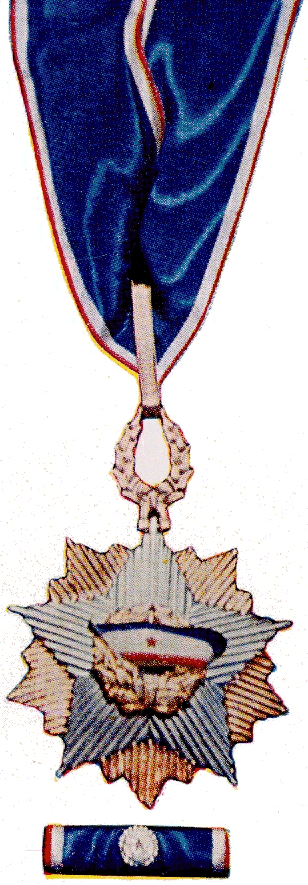
Jugoslaviska Fanans orden med en guldstjärna på ett halsband.
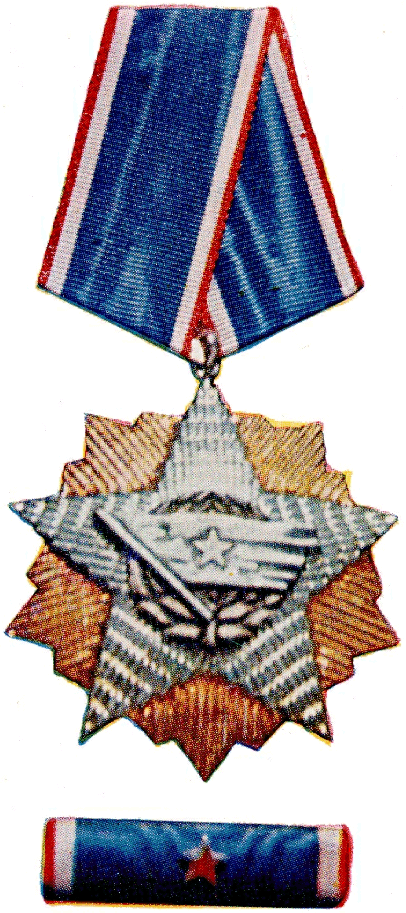
Jugoslaviska Fanans orden med en guldstjärna.
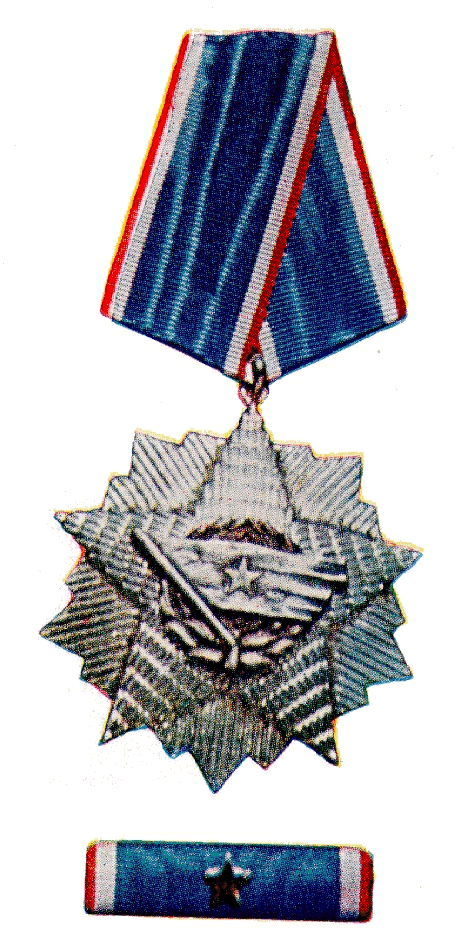
Jugoslaviska Fanans orden med en silverstjärna.